# ليلة من عمري (فلم)
ليلة من عمري فيلم مصري من إنتاج عام 1954.

## قصة الفيلم
أمام الناس كان مهندس الزراعة يتعامل مع إحدى الفتيات المزارعات بقسوة شديدة، ولكنها في الليل خليلته، تعيش الفتاة مع أبيها، ويتورط الاثنان، يضطر المهندس إلى السفر لأوروبا وقبل رحيله يترك وثيقة تؤكد أنه والد الابن المنتظر، ويعد حبيبته أن يعود في وقت قريب، لكن الحبيب يغيب طويلاً في السفر، وتلد الفتاة، ويكتشف الأب الفضيحة، يقرر الهرب بها من البلد إبعاداً للفضيحة، وفي المدينة تلد ابنها المرتقب، ثم تعود إلى القرية وتعرف أن حبيبها عاد ومعه خطيبته من السفر، ثم يكتشف الحبيب أن له ابنا، ويقرر تسوية أموره، ويعود إلى حبيبته، ويرجع الأب إلى القرية.

## بطولة
- عماد حمدي
- شادية
- زهرة العلا
- عبد الوارث عسر
- سراج منير
- زينات صدقي
- فردوس محمد
- السيد بدير
- عبد العزيز أحمد
- رجاء يوسف
- أحمد الحداد
- محمود لطفي
- عبد الغني النجدي
- جمعة إدريس

## روابط خارجية
- مقالات تستعمل روابط فنية بلا صلة مع ويكي بيانات